# Orthanes
Orthanes oder Orthannes (altgriechisch Ὀρθάν(ν)ης Orthán(n)ēs, deutsch ‚der Aufgerichtete‘) war ein phallischer Gott, der in der Attika und auf der Insel Imbros, einer athenischen Kleruchie, verehrt wurde. Nach Photios war er ein Sohn des Hermes und einer Nymphe.

## Orthanes in Athen
Der Kult des Orthanes in Attika war unbedeutend. Sein phallisches Wesen wurde von der attischen Komödie aufgenommen. So schrieb der vom attischen Demos Kettos stammende Euboulos eine Komödie mit dem Titel Orthanes, von der nur Fragmente erhalten sind, aus denen nichts über das Wesen des Gottes erfahren werden kann. Der Komödiendichter Platon schrieb in seinem Werk Phaon, dass dem Orthannes drei Metzen Zwiebeln geopfert würden; der obszöne Charakter der Stelle ist eindeutig. Nach Strabon glichen die attischen Gottheiten Orthanes, Tychon und Konisalos dem Priapos.

## Orthannes auf Imbros
Auf der nordägäischen Insel Imbros, welche ab dem frühen 5. Jahrhundert v. Chr. eine athenische Kleruchie war, gehörte Orthannes neben Hermes und den Großen Göttern zu den Hauptgottheiten. Eine Inschrift aus dem 2. Jahrhundert v. Chr. ehrt den Kalliades, Priester des Orthannes. Die Inschrift nennt zudem Opfer und eine Prozession für Orthannes. Der Gott wird oft auf imbrischen Münzen abgebildet. Auf der Rückseite der Münzen, deren Vorderseite den Kopf einer Göttin zeigt, ist ein bärtiger und phallischer Gott im Ausfallschritt abgebildet, nach rechts schauend. In der linken nach vorne ausgestreckten Hand hält er eine Opferschale, darunter steht ein Räucherständer. Die nach hinten gehaltene rechte Hand hält einen Zweig nach unten. Diese Münzen wurden vom 4. bis zum 2. Jahrhundert v. Chr. herausgegeben. Über der linken Hand kann ein Kerykeion, eine Gerstenähre oder eine aufgehängte Lampe abgebildet werden, eine Münze zeigt dort eine Eule als athenisches Wappentier. Der abgebildete Gott wird oft fälschlich als Hermes Imbramos gedeutet, welcher jedoch ein karischer Gott war. Früher wurde er als phallischer Hephaistos betrachtet.
Während in der frühen Forschung allgemein angenommen wurde, dass Orthanes von athenischen Kleruchen nach Imbros gebracht wurde, wird heute argumentiert, dass eine unbedeutende attische Gottheit kaum in einer Kleruchie zu einem wichtigen Gott aufsteigen konnte, vielmehr sei anzunehmen, dass Orthanes als fremder Gott von Imbros nach Athen kam, wo er nur eine unbedeutende Stellung einnehmen konnte.

## Sonstiges
Der liebestolle Paris wird von Lykophron Orthanes genannt.